# Ray Iggleden
Horatio Iggleden, più conosciuto con il diminutivo Ray Iggleden (Kingston upon Hull, 17 marzo 1925 – Kingston upon Hull, 17 dicembre 2003) è stato un calciatore inglese, di ruolo attaccante.

## Carriera

### Giocatore
Dopo aver giocato nel club giovanile dei Constable Street Old Boys viene tesserato dal Leicester City, che nella stagione 1941-1942 lo cede anche in prestito per alcune partite al Grimsby Town, con cui gioca alcune partite nei tornei bellici che sostituivano i regolari campionati inglesi durante la Seconda guerra mondiale. Rimane poi tesserato del Leicester City fino al termine del conflitto, nel quale peraltro presta anche servizio combattendo nella marina britannica. Nonostante ciò, gioca comunque 6 partite (3 nella stagione 1941-1942 e 3 nella stagione 1945-1946) con le Foxes nei tornei bellici.
Nella stagione 1946-1947, alla regolare ripresa dei campionati, fa il suo esordio in campionati ufficiali: in particolare, gioca la sua prima partita il 5 ottobre 1946 contro il Luton Town, nella seconda divisione inglese; complessivamente in questa stagione gioca poi altre 2 partite, nelle quali mette anche a segno altrettante reti. Nella stagione 1947-1948 gioca invece 8 partite senza mai segnare. Il 30 dicembre 1948, dopo un totale di 2 reti in 11 partite di campionato, viene ceduto al Leeds Utd (altro club di seconda divisione) in uno scambio con Ken Chisholm. Esordisce con la nuova maglia il 1º gennaio 1949, peraltro nuovamente in una partita contro il Luton Town (conclusa con un pareggio esterno per 0-0). Mette invece a segno la sua prima rete con i Whites il successivo 5 marzo, nella vittoria casalinga per 4-2 contro il Bradford PA; complessivamente termina la sua prima stagione con 2 reti in 16 partite di campionato. Nella stagione 1949-1950 viene impiegato con minor regolarità, giocando però comunque occasionalmente da titolare, soprattutto nella seconda parte della stagione, che conclude con un bilancio di 18 presenze e 4 reti in campionato. L'anno seguente totalizza invece 28 presenze e 4 reti, mentre nella stagione 1951-1952 vive la sua migliore annata in carriera, concludendo la stagione come miglior marcatore stagionale del club grazie alle 19 reti messe a segno in 45 partite di campionato. L'anno seguente va invece a segno 12 volte in 42 reti, continuando poi a giocare con regolarità anche nella stagione 1953-1954, nella quale totalizza 35 presenze e 7 reti (inclusa anche una tripletta in una vittoria per 7-1 contro il Leicester City, suo ex club). Si tratta comunque della sua ultima stagione da titolare nel Leeds United: l'anno seguente gioca infatti solamente 4 partite, tutte nel girone di ritorno, senza mai segnare. Nel luglio del 1955 lascia il club, dopo 169 presenze e 47 reti in partite di campionato e 12 partite e 3 reti in FA Cup (per un totale quindi di 181 presenze e 50 reti in competizioni ufficiali): si trasferisce infatti all'Exeter City, club di terza divisione, con cui rimane per una sola stagione mettendo a segno 8 reti in 27 presenze. Passa quindi ai semiprofessionisti del Goole Town, con cui gioca per una stagione prima di ritirarsi definitivamente.
In carriera ha totalizzato complessivamente 180 presenze e 49 reti nella seconda divisione inglese.